# Club Kentucky
Club Kentucky, gelegentlich auch als Kentucky Club oder Kentucky Bar bezeichnet, ist ein traditionsreiches und mythenumwobenes Lokal in der mexikanischen Grenzstadt Ciudad Juárez, das im Oktober 1920 eröffnet wurde.

## Lage
Das Lokal befindet sich nur rund 600 Meter südlich der Grenze zu den USA und liegt an der calle Juárez, die von Süden her in nördlicher Richtung direkt zur Grenzbrücke Paseo del Norte führt und hinter dieser ihre Fortsetzung in El Paso (Texas) unter der Bezeichnung El Paso Street nimmt.

## Geschichte und Mythos
Die Bar nimmt für sich in Anspruch, dass in ihr erstmals der weltberühmte Cocktail Margarita gemixt wurde. Doch selbst zur hiesigen Entstehung des Getränks entstehen verschiedene Versionen. Eine besagt, dass zur Zeit der Prohibition eine Frau an der Bar saß und einen außergewöhnlichen Drink bestellt habe. Darauf habe der Barmann ihr diesen Drink gemixt. Auf die Frage der Frau nach dem Namen des Drinks habe der Barmann sich nach ihrem Namen erkundigt und den Cocktail ihr zu Ehren „Margarita“ genannt. Gemäß einer anderen Version habe Lorenzo Hernández, der rund ein halbes Jahrhundert als Barmann im Kentucky Club gearbeitet haben soll, das Getränk für ein Paar entwickelt, das zu den Stammgästen des Lokals gehörte. Demnach habe der Ehemann den Barmann gebeten, einen neuen Drink für seine Frau zu kredenzen und diesen nach ihr zu benennen.
Zu den bekannten Besuchern der Bar zählten angeblich Marilyn Monroe, Frank Sinatra, Bob Dylan und Steve McQueen, der 1980 in Juárez verstarb. Weitere bekannte Besucher seien Elizabeth Taylor, Jim Morrison und John Wayne sowie Ronald Reagan (als Schauspieler) gewesen. Ein Besuch von Al Capone ist umstritten.
Im Lauf der Jahrzehnte soll das Kentucky auch von einer Reihe von mexikanischen Filmstars und Boxern besucht worden sein.